# Leucodontaceae
Bei den Pflanzen der Moos-Familie Leucodontaceae handelt es sich um meist relativ kräftige pleurokarpe Moose. Die Vertreter kommen vor allem in den gemäßigten Klimazonen der Welt vor. 

## Merkmale
Ihre Hauptstämmchen wachsen kriechend auf Fels oder Rinde. Von den Stämmchen steigen nur wenig verzweigte Seitenstämmchen nach oben.
Die Blätter sind meist ungefähr eiförmig. Die Mittelrippe kann sehr unterschiedlich ausgebildet sein. Einige Arten haben außer der Mittelrippe noch mehrere deutlich erkennbare Seitenrippen. Die Zellen der Blätter sind im vorderen Teil rhombis, im unteren Teil verlängert rhombisch. Die Zellen der Blattflügel sind bei einigen Arten besonders ausgebildet. Die Kapsel steht meist aufrecht und besitzt ein doppeltes Peristom. Die Kalyptra ist kappenförmig.

## Systematik
Die Familie besteht aus sieben Gattungen 48 Arten (Arten sind nur beispielhaft gelistet):  
- Alsia
- Dozya
- Eoleucodon
- Leucodon
  - Eichhornschwanzmoos (Leucodon sciuroides)
- Nogopterium
  - Nogopterium gracile
- Pterogoniadelphus
- Scabridens